# Mallorca Open
Mallorca Open este un turneu profesionist de tenis disputat în stațiunea de pe litoral Santa Ponsa din Calvia, pe cea mai mare insulă spaniolă, Mallorca. Turneul feminin a avut loc în anii 2016 - 2019 și a aparținut categoriei WTA International. După anularea sa în sezonul 2020, a fost înlocuit de campionatele masculine de la Mallorca, ca parte a Turului ATP.

## Rezultate

### Simplu masculin
| An   | Campion             | Finalist              | Scor               |
| ---- | ------------------- | --------------------- | ------------------ |
| 2021 | Daniil Medvedev     | Sam Querrey           | 6–4, 6–2           |
| 2022 | Stefanos Tsitsipas  | Roberto Bautista Agut | 6–4, 3–6, 7–6(7–2) |
| 2023 | Christopher Eubanks | Adrian Mannarino      | 6–1, 6–4           |
| 2024 | Alejandro Tabilo    | Sebastian Ofner       | 6–3, 6–4           |
| 2025 | Tallon Griekspoor   | Corentin Moutet       | 7–5, 7–6(7–3)      |

### Simplu feminin
| An   | Campion              | Finalist             | Scor                    |
| ---- | -------------------- | -------------------- | ----------------------- |
| 2016 | Caroline Garcia      | Anastasija Sevastova | 6–3, 6–4                |
| 2017 | Anastasija Sevastova | Julia Görges         | 6–4, 3–6, 6–3           |
| 2018 | Tatjana Maria        | Anastasija Sevastova | 6–4, 7–5                |
| 2019 | Sofia Kenin          | Belinda Bencic       | 6–7(2–7), 7–6(7–5), 6–4 |

### Dublu masculin
| An   | Campion                           | Finalist                            | Scor                       |
| ---- | --------------------------------- | ----------------------------------- | -------------------------- |
| 2021 | Simone Bolelli Máximo González    | Novak Djokovic Carlos Gómez-Herrera | walkover                   |
| 2022 | Rafael Matos David Vega Hernández | Ariel Behar Gonzalo Escobar         | 7–6(7–5), 6–7(6–8), [10–1] |
| 2023 | Yuki Bhambri Lloyd Harris         | Robin Haase Philipp Oswald          | 6–3, 6–4                   |
| 2024 | Julian Cash Robert Galloway       | Diego Hidalgo Alejandro Tabilo      | 6–4, 6–4                   |
| 2025 | Santiago González Austin Krajicek | Yuki Bhambri Robert Galloway        | 6–1, 1–6, [15–13]          |

### Dublu feminin
| An   | Campion                                        | Finalist                                        | Scor             |
| ---- | ---------------------------------------------- | ----------------------------------------------- | ---------------- |
| 2016 | Gabriela Dabrowski María José Martínez Sánchez | Anna-Lena Friedsam Laura Siegemund              | 6–4, 6–2         |
| 2017 | Chan Yung-jan Martina Hingis                   | Jelena Janković Anastasija Sevastova            | Walkover         |
| 2018 | Andreja Klepač María José Martínez Sánchez (2) | Lucie Šafářová Barbora Štefková                 | 6–1, 3–6, [10–3] |
| 2019 | Kirsten Flipkens Johanna Larsson               | María José Martínez Sánchez Sara Sorribes Tormo | 6–2, 6–4         |